# Saad Al-Dosari
Saad Al-Dosari (in arabo سعد الدوسري‎?; 17 giugno 1977 – 30 dicembre 2004) è stato un calciatore saudita, di ruolo difensore.

## Carriera

### Club
Ha giocato per tutta la carriera nel campionato saudita.

### Nazionale
Con la maglia della Nazionale ha preso parte alla Coppa d'Asia 2004.

## Morte
Muore a 27 anni il 30 dicembre 2004 in seguito a un incidente stradale